# Изложба „Цртеж и ситна пластика” (1974)
Изложба „Цртеж и ситна пластика” се одржала у периоду од 21. до 30. септембра 1974. године у галерији Удружења ликовних уметника Србије, улици Вука Караџића 10 у Београду.

## Уметнички савет
Избор радова за изложбу је обавио Уметнички савет Удружења ликовних уметника Србије:
- Никола Јанковић
- Олга Јанчић
- Вера Јосифовић
- Бранко Миљуш
- Томислав Митровић
- Бранко Станковић
- Нусрет Хрвановић
- Миленко Шербан

## Излагачи
1. Бранимир Адашевић
2. Драгиша Андрић
3. Момчило Антоновић
4. Божидар Бабић
5. Растко Васић
6. Чедомир Васић
7. Јоана Вулановић
8. Ратко Вулановић
9. Оливера Грбић
10. Милица Динић
11. Дуња Николић Докић
12. Јован Јонус Живковић
13. Светислав Здравковић
14. Светлана Златић
15. Богољуб Ивковић
16. Љубодраг Јанковић
17. Миодраг Јањушевић
18. Александар Јеремић
19. Александар Бириљ Јовановић
20. Вида Јоцић
21. Гордана Јоцић
22. Мира Јуришић
23. Десанка Мустур Керечки
24. Оливера Килибарда
25. Сава Кнежевић
26. Стеван Кнежевић
27. Емило Костић
28. Јован Крижек
29. Велизар Крстић
30. Радмила Лазаревић
31. Снежана Маринковић
32. Анте Мариновић
33. Мома Марковић
34. Даница Масниковић
35. Велимир Матејић
36. Душан Матић
37. Драгомир Милеуснић
38. Бранко Миљуш
39. Савета Михић
40. Раденко Мишевић
41. Душан Мишковић
42. Драган Мојовић
43. Мирослав Николић
44. Драгиша Обрадовић
45. Ружица Беба Павловић
46. Славка Петровић Средовић
47. Божидар Продановић
48. Сава Рајковић
49. Борислав Ракић
50. Милорад Рашић
51. Душан Ристић
52. Радмила Степановић
53. Едуард Степанчић
54. Мирко Стефановић
55. Добри Стојановић
56. Трајко Косовац Стојановић
57. Слободан Стојиловић
58. Славољуб Чворовић
59. Хелена Шипек
60. Јелисавета Шобер Поповић
61. Милија Глишић